# 高橋隆篤
高橋 隆篤（たかはし たかあつ、1888年（明治21年）4月8日 - 1951年（昭和26年）9月24日）は、日本の陸軍軍人、獣医師。最終階級は陸軍獣医中将。

## 経歴
秋田県出身。小学校教員・高橋隆忠の長男として生まれる。郁文館中学校（現郁文館中学校・高等学校）、第一高等学校を経て、1914年（大正3年）7月、東京帝国大学農科大学獣医学科を卒業。1915年（大正4年）2月、獣医少尉に任官し野砲兵第16連隊付となる。1916年（大正5年）12月、陸軍獣医学校に乙種学生として入校した。
1918年（大正7年）9月、伝染病研究所勤務となり、1919年（大正8年）4月、獣医中尉に昇進。1920年（大正9年）9月、獣医学校教官に就任し、臨時検疫所員、獣医学校副官兼教官、イギリス駐在、獣医学校教官を務め、1925年（大正14年）8月、三等獣医正に進級し獣医学校付となる。以後、獣医学校教官、陸軍科学研究所員、第1師団獣医部員、獣医学校教官兼科学研究所員を歴任し、1930年（昭和5年）8月、二等獣医正に昇進した。科学研究所員専任を経て、1933年（昭和8年）8月、関東軍司令部付（臨時病馬収容所所長）となり満州に赴任し、1935年（昭和10年）3月、一等獣医正に進んだ。
1935年8月、獣医学校教官に転じて帰国。1937年（昭和12年）2月15日、陸軍武官官等表の改正により獣医大佐となる。同年3月、獣医学校幹事に就任し、同年5月、第14師団獣医部長に発令され日中戦争に出征した。1938年（昭和13年）9月、第21軍獣医部長に転じ、1939年（昭和14年）3月、獣医少将に進級。1940年（昭和15年）2月、南支那方面軍獣医部長に、同年8月、第3軍獣医部長を経て、1941年（昭和16年）3月、関東軍獣医部長に就任。1942年（昭和17年）12月、獣医中将に進み終戦を迎えた。
その後、シベリア抑留となり、1948年（昭和23年）1月31日、公職追放仮指定を受け、1949年（昭和24年）12月、ハバロフスク裁判で重労働25年の刑に処せられる。1951年、脳出血のためソ連イワノボ収容所で死去した。享年65。

## 栄典
1944年、勲一等瑞宝章を受章。
勲章等
- 1940年（昭和15年）8月15日 - 紀元二千六百年祝典記念章[6]

外国勲章佩用允許
- 1944年（昭和19年）3月30日 - 満州国：勲一位柱国章[7]